# Podzamcze (Wałbrzych)
Podzamcze – najmłodsza spośród dzielnic Wałbrzycha; osiedle mieszkaniowe zbudowane z wielkiej płyty, znajdujące się w północno-zachodniej części miasta. Pierwsze domy, wybudowane w tej dzielnicy zasiedlono w 1976 roku. Obecnie budynki dzielnicy zarządzane są przez trzy spółdzielnie mieszkaniowe oraz szereg wspólnot i zamieszkiwane są przez ponad 20 tys. ludzi, co czyni Podzamcze najludniejszą dzielnicą miasta.
Podzamcze stanowi także jednostkę pomocniczą miasta.

## Geografia

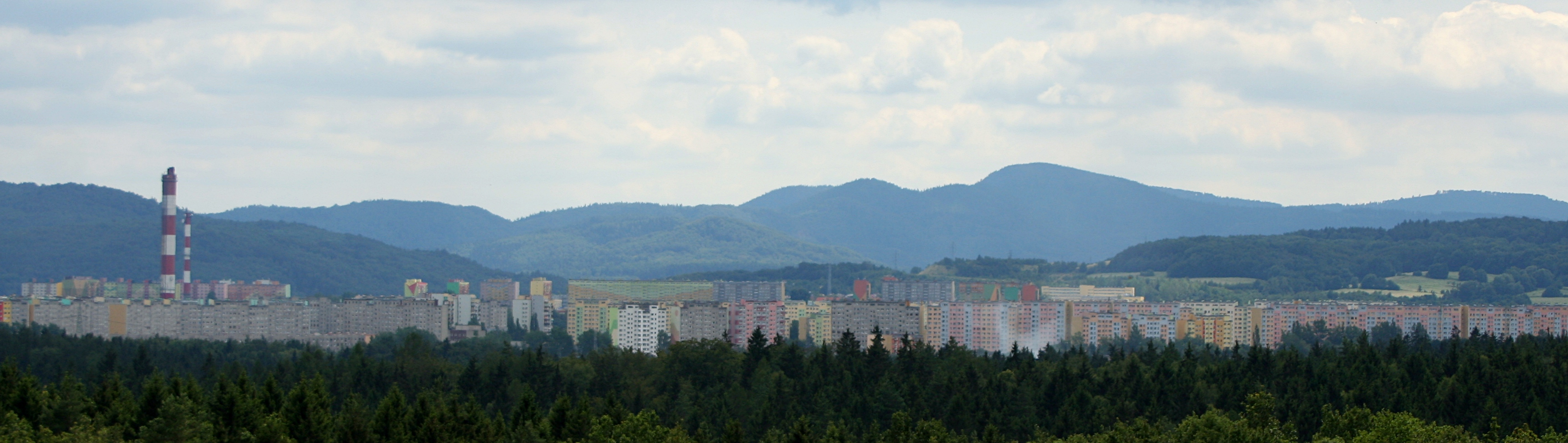
Podzamcze widziane ze strony północno-zachodniej, ze wsi Cieszów

### Położenie geograficzne

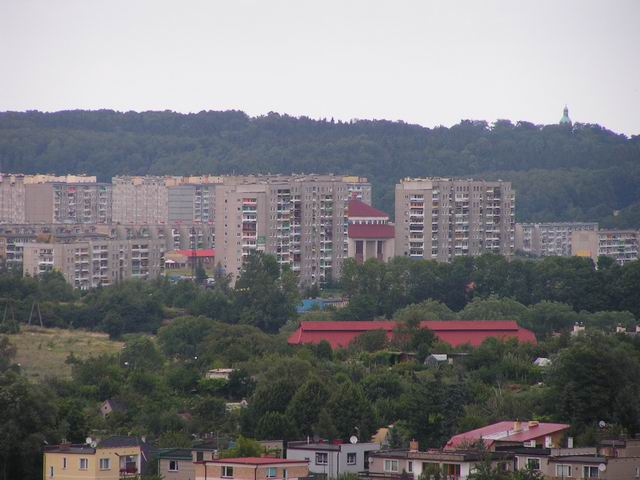
Podzamcze – widok ze Wzgórza Gedymina

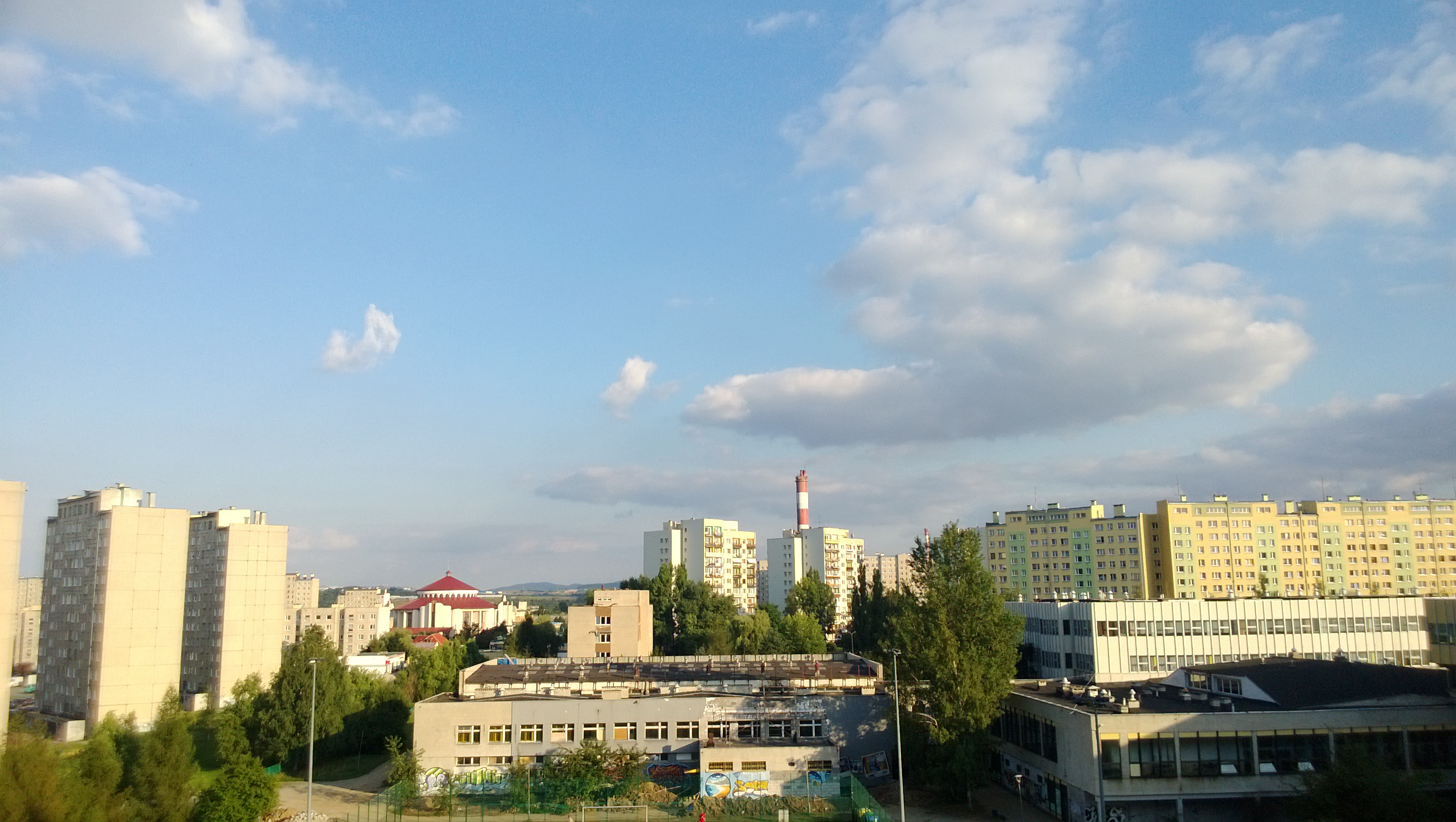
Podzamcze – widok z okna z jednego z bloków mieszkalnych

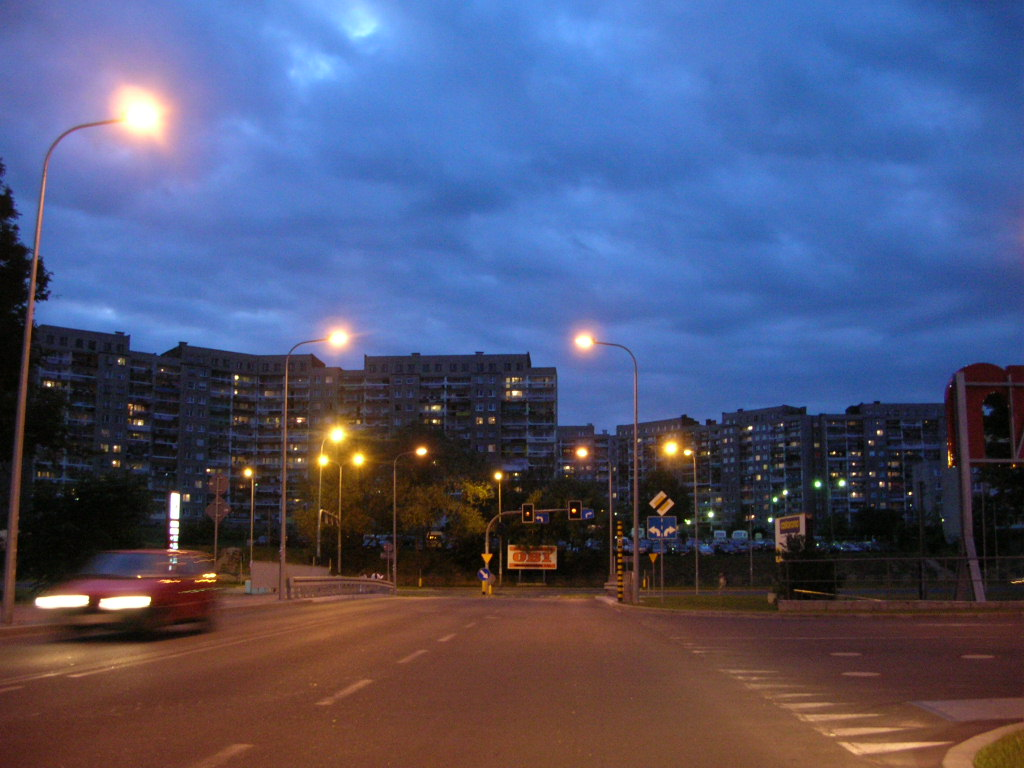
Podzamcze nocą

Podzamcze położone jest w północno-zachodniej części Wałbrzycha na lewym brzegu Szczawnika. Od centrum miasta oddalone jest o ok. 8 km. Granice dzielnicy wyznaczają z trzech stron: aleja Podwale, a od północnego wschodu ulica Wieniawskiego, poprzez którą sąsiaduje ze Szczawienkiem. Na południowy zachód ciągną się już tereny należące do Szczawna-Zdroju z dużym marketem, a za ulicą Łączyńskiego Piaskowa Góra.

### Warunki naturalne
Dzielnica położona jest na wysokości ok. 385–400 m n.p.m. na obszarze wschodniej części Pogórza Wałbrzyskiego w Sudetach Środkowych, na niewielkim wzniesieniu opadającym ku północy do doliny Szczawnika i Czarciego Potoku. Podłoże tworzą górnodewońskie zlepieńce gnejsowe i piaskowce.

## Nazwa
Nazwa Podzamcze wywodzi się od specyficznego położenia tej dzielnicy – na brzegu Książańskiego Parku Krajobrazowego i niedaleko od zamku Książ, a oznacza po prostu dzielnicę położoną "pod zamkiem". Nazwę tę podkreślają nazwy ulic: Forteczna, Basztowa, Palisadowa, Blankowa, Kasztelańska, Grodzka, Poselska, Hetmańska, Senatorska, Husarska oraz alei otaczającej osiedle: Podwale. Ulica Jana Pawła II jest jedyną ulicą wyłamującą się z tej konwencji nazewniczej.

## Charakterystyka

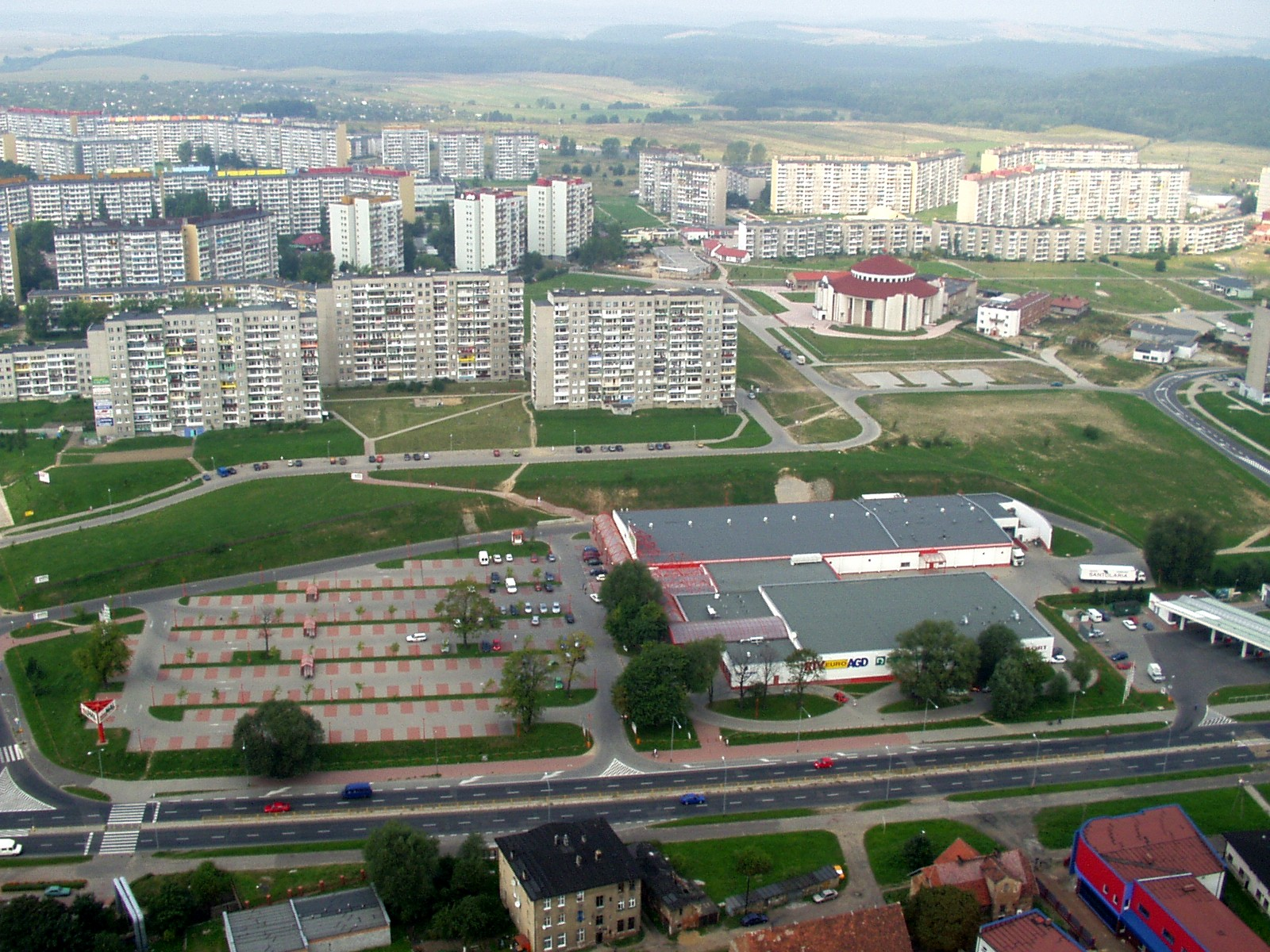
Widok z komina ciepłowni

Podzamcze, mimo że zbudowane z wielkiej płyty, jest otoczone zielenią – od strony południowo-zachodniej polami, na terenie których postawiono od strony północno-zachodniej pasmem ogródków działkowych, natomiast na północy rozciąga się Książański Park Krajobrazowy. Od wschodu Podzamcze zamykają hipermarkety Auchan i Castorama.
Osiedle ma rozwinięte zaplecze handlowo-usługowe i pełną infrastrukturę. Znajdują się tu m.in.: poczta, komisariat Straży Miejskiej, żłobek, przedszkole, przychodnie lekarskie, obiekty sportowe, szkoły podstawowe (nr 21 i nr 26). Na osiedlu działały dwa gimnazja publiczne (nr 7 i nr 9). Do historii należy nieistniejące V Liceum Ogólnokształcące działające w dawnym budynku szkoły podstawowej nr 2.
Przy szkołach znajdują się boiska sportowe i kryty basen kąpielowy. Działa tutaj drużyna IPA Juventur, która posiada sekcje piłki nożnej.

## Historia
Podzamcze zaczęto wznosić w połowie lat 70. XX wieku na terenach przyłączonych do Wałbrzycha ze Szczawienka. Nazwa osiedla początkowo była myląca, ponieważ na terenie Podgórza w południowej części miasta istniało już osiedle o tej samej nazwie. Jako pierwsze powstały bloki przy ulicy Kasztelańskiej 6–8 i 10–22. Cały kompleks ukończono ostatecznie w latach 90. XX wieku wraz z całym układem komunikacyjnym (do 2013 powstały jeszcze 3 bloki z kompleksem garaży). W 2005 osiedle było określane jako jedne z największych wałbrzyskich "sypialni".